# Cerreto di Spoleto
Cerreto di Spoleto és un comune (municipi) de la província de Perusa, a la regió italiana d'Úmbria. És una comunitat rural dispersa, amb 1.055 habitants l'1 de gener de 2018.